# Bastrop (Louisiana)
|  | Dieser Artikel wurde aufgrund von inhaltlichen Mängeln auf der Qualitätssicherungsseite des Projektes USA eingetragen. Hilf mit, die Qualität dieses Artikels auf ein akzeptables Niveau zu bringen, und beteilige dich an der Diskussion! Eine nähere Beschreibung der zu behebenden Mängel fehlt. |

Bastrop ist eine Stadt in Morehouse Parish im US-Bundesstaat Louisiana. Der Ort, der 1852 offiziell als Gemeinde registriert wurde, ist Verwaltungssitz des Parish. Das U.S. Census Bureau hat bei der Volkszählung 2020 eine Einwohnerzahl von 9691 ermittelt.

## Bevölkerung
Nach der Zählung von 2000 leben 12.988 Menschen in 4723 Haushalten und 3301 Familien in der Stadt. In der Stadt sind 30,1 % unter 18 Jahren alt, 10,1 % sind 18 bis 24, 25,6 % sind 25 bis 44, 18,8 % sind 45 bis 64, and 15,5 % sind älter als 65. Das Durchschnittsalter ist 33. Auf 100 Frauen kommen 82,9 Männer.

## Verkehr
Bastrop ist Betreiber des Morehouse Memorial Airport (ICAO-Code KBQP), der etwa vier Kilometer südöstlich des Stadtzentrums liegt.

## Söhne und Töchter der Stadt
- Bill Dickey (1907–1993), Major-League-Baseball-Spieler
- Lonesome Drifter (* 1931), Country- und Rockabilly-Musiker
- Luther E. Hall (1869–1921), Politiker
- Mable John (1930–2022), Rhythm-&-Blues- und Gospel-Sängerin
- Bob Love (1942–2024), Sportler
- Dylan Scott (* 1990), Countrysänger